# 초반자성

마이스너 효과 도표. 임계온도 이하일 때 화살 표시된 자기장선이 초전도체에서 밀려난다.

초반자성 (또는 완전 반자성, 영어: Meissner effect)은 저온에서 특정 물질에서 발생하는 현상이다. 자기 투자율이 전무한 (즉 자기 투자율 {\displaystyle \ \chi _{v}} = −1) 그리고 내부 자기장을 축출하는 특징을 지닌다. 초반자성은 초전도의 특색이다. 그것은 1933년에 월터 마이스너에 로버트 오센펠트에 의해 확인되었다. (마이스너 효과).
초반자성은 물질의 초전도가 위상 천이의 단계임을 확증한다. 초전도 자기 부상은 초반자성으로 인한 것인데, 그것은 자석이 부유하여 떠나는 것을 막는다.
프리츠 런던과 하인쯔 런던은 자기 플럭스가 전기적 스크리닝 전류에 의해 유발된다는 이론을 개발하였다. 스크린닝 전류는 초전도체 표면에서 흐르며 초전도체내부에 외부에서 인가된 장을 정확하게 소거한다. 이들 스크리닝 전류들은 초전도체가 자기장이 있는 곳으로 옮겨지면 항상 발생한다. 이것은 초전도체가 전기저항이 0이라는 사실에서 알 수 있다. 그리하여 에디 전류는 자기장내부의 물질의 움직임에 의해 유발되어 붕괴하지 않는다. 프리츠는 1935년 왕립 학회에서 열역학적 상태는 단일한 파동함수로 기술할 수 있다고 주장하였다.

## 같이 보기
- 초유체